# Otto Brandt (Nationalökonom)
Lampertus Otto Brandt (* 20. September 1868 in Salzungen; † 25. Juni 1924 in Berlin) war ein deutscher Nationalökonom und von 1899 bis 1921 Geschäftsführer der Industrie- und Handelskammer Düsseldorf. Er spielte durch vielseitige Aktivitäten in Düsseldorf eine herausragende Rolle in der Konsolidierung der Wirtschaft in Düsseldorf nach dem großen Wirtschaftsaufschwung in den letzten Jahrzehnten des 19. Jahrhunderts bis zum Einbruch des Ersten Weltkriegs. Ab 1921 war er Geschäftsführer des Deutschen Industrie- und Handelstages (DIHT) in Berlin.

## Leben
Brandts Vater Christian war Steuerrat des Herzogtums Sachsen-Meiningen in Saalfeld. Otto Brandt besuchte das Gymnasium in Saalfeld mit dem Abitur 1888, leistete seinen Wehrdienst als Einjährig-Freiwilliger und studierte dann Nationalökonomie, Geographie, Naturwissenschaften und Jura in Leipzig, Berlin und ab 1894 in Jena, wo er 1895 mit einer Dissertation über das sozialökonomische Denken von Ferdinand Lassalle bei Julius Pierstorff promoviert wurde. Danach war er kurz volkswirtschaftlicher Redakteur beim Brockhaus Konversationslexikon und dann bis 1896 wissenschaftlicher Hilfsarbeiter in der Handelskammer Halberstadt. 1896 bis 1899 war er in Oldenburg Geschäftsführer des Verbandes der Handels- und Gewerbevereine des Großherzogtums und des Nordwestdeutschen Kanalvereins. Dabei verfasste er auch eine Denkschrift zum Ausbau des Hunte-Ems-Kanals. Nachdem er sich vergeblich in Bielefeld beworben hatte, wurde er 1899 Geschäftsführer der Düsseldorfer Handelskammer. 1905 gründete er die Monatsschrift der Handelskammer (ab 1918 Wochenschrift, ab 1920 Wirtschaftszeitung der Handelskammer Düsseldorf), in der er auch viel veröffentlichte. 1919 wurde er mit anderen prominenten Düsseldorfern vorübergehend als Geisel von den Spartakisten verhaftet, nach einem Tag aber wieder entlassen, da die Befürchtungen einer Besetzung durch britische Truppen sich zerschlugen. 1904 wurde er Mitglied der Düsseldorfer Stadtverordnetenversammlung für die Liberale Vereinigung und er war auch 1919 Stadtrat für die DDP (die Nachfolgerin der Liberalen Vereinigung). In der Diskussion um die künftige Wirtschaftspolitik sprach er sich 1919 entschieden gegen Pläne einer Planwirtschaft aus, die das Reichswirtschaftsministerium am 7. Mai veröffentlicht hatte, die aber schnell wieder verschwanden. Brandt hielt einen Vortrag dazu am 4. Juli vor dem Hauptausschuss des deutschen Industrie- und Handelstags, der auch veröffentlicht wurde.
1921 wurde er geschäftsführendes Präsidialmitglied des Deutschen Industrie- und Handelstages (DIHT) in Berlin und er war ab 1922 Vorsitzender der Vereinigung der deutschen Handels- und Gewerbekammersekretäre. Er zog daraufhin 1922 nach Berlin. In seiner Funktion als Leiter des DIHT war er auch politisch einflussreich zum Beispiel in der Neugestaltung der deutschen Außenhandelspolitik. Ab 1923 war er im vorläufigen Reichswirtschaftsrat. Während der kurzen Reichskanzlerschaft von Hermann Müller bot man ihm 1920 den Posten des Wiederaufbauministers an, den er aber ablehnte.
Er war vielseitig publizistisch tätig in Tages- und Wirtschaftszeitungen.
1908 bis 1921 war er Geschäftsführer der Börse in Düsseldorf, die seit 1884 staatlich anerkannt war. 1906 wurde er Geschäftsführer des Vereins deutscher Eisengießereien. Er war maßgeblich an der Gründung des Stadtarchivs in Düsseldorf 1912 beteiligt und 1906 Mitgründer des Rheinisch-Westfälischen Wirtschaftsarchivs in Köln (nachdem Brandt sich vergeblich bemüht hatte, das Archiv nach Düsseldorf zu holen).
Brandt starb nach einer Operation in Berlin (er hatte Kehlkopfkrebs).
Er war seit 1898 mit Margarete Koch (1873–1961) verheiratet. Ihr Sohn Siegfried Brandt (1899–1943) war Rechtsanwalt in Berlin. Sein zweiter Sohn Günther Brandt (1903–1984), der ebenfalls Nationalökonom war, war vor dem Zweiten Weltkrieg Geschäftsführer in mehreren Spitzenverbänden der deutschen Metallindustrie und nach dem Krieg Prokurist in der Firma Diehl in Nürnberg; er hatte eine Kolumne in der Zeitschrift Metall-Wirtschaft-Wissenschaft-Technik.

## Schriften
- Ferdinand Lassalles sozialökonomische Anschauungen und praktische Vorschläge, Jena: G. Fischer 1895, Digitalisat (=Dissertation, Universität Jena)
- Der Ausbau des Hunte-Ems-Kanales : Denkschrift des Nordwestdeutschen Kanalvereins, Oldenburg: Stalling 1898, Digitalisat
- Studien zur Wirtschafts- und Verwaltungsgeschichte der Stadt Düsseldorf im 19. Jahrhundert, Düsseldorf, A. Bagel 1902
- Zur Geschichte und Würdigung der Weltausstellungen. In: Zeitschrift für Socialwissenschaft, Band 7, 1904, 7 S. 81–96
- Der Hansabund, seine Ziele und Gegner, Leipzig 1909
- Amerikabriefe, 1913 (Berichte von seiner Amerikareise, zuvor 1912 bis 1913 in der Düsseldorfer Zeitung erschienen)
- Herausgeber mit Otto Most: Heimat- und Wirtschaftskunde für Rheinland und Westfalen, 2 Bände, Essen, 1914
- Wirtschaftskultur und deutsche Verwaltung der besetzen Gebiete in Feindesland, Baedeker Verlag Essen 1915
- Die Industrie während des Krieges 1914/15, Schützengräben-Bücher für das deutsche Volk 31, 1916
- Wirtschaftsfragen im zweiten Kriegsjahre : Vortrag, gehalten in der 47. Hauptversammlung des Vereins deutscher Eisengiessereien zu Düsseldorf am 5. August 1916
- Deutschlands Handelspolitik nach dem Kriege. Eine Denkschrift der Handelskammer zu Düsseldorf, 1918[3]
- Zwangssyndikate und Staatsmonopole, Schriften der Vereinigung zur Förderung deutscher Wirtschafts-Interessen im Ausland 2, Berlin-Zehlendorf-West, Verlag Kalkoff, 1918
- Planwirtschaft nach der Denkschrift des Reichswirtschaftsministeriums vom 7. Mai 1919 nebst Erklärung des Hauptausschusses, Berlin 1919
- Die zukünftige Zoll- und Handelspolitik Deutschlands, Berichte an den Außenhandelsausschuß und den Hauptausschuß des Deutschen Industrie- und Handelstages, Berlin: Liebheit & Thiesen 1923

1897 gab er bei Reclam die Schrift von Friedrich List Über ein sächsisches Eisenbahn-System als Grundlage eines allgemeinen deutschen Eisenbahn-Systems heraus.